# Lovćen

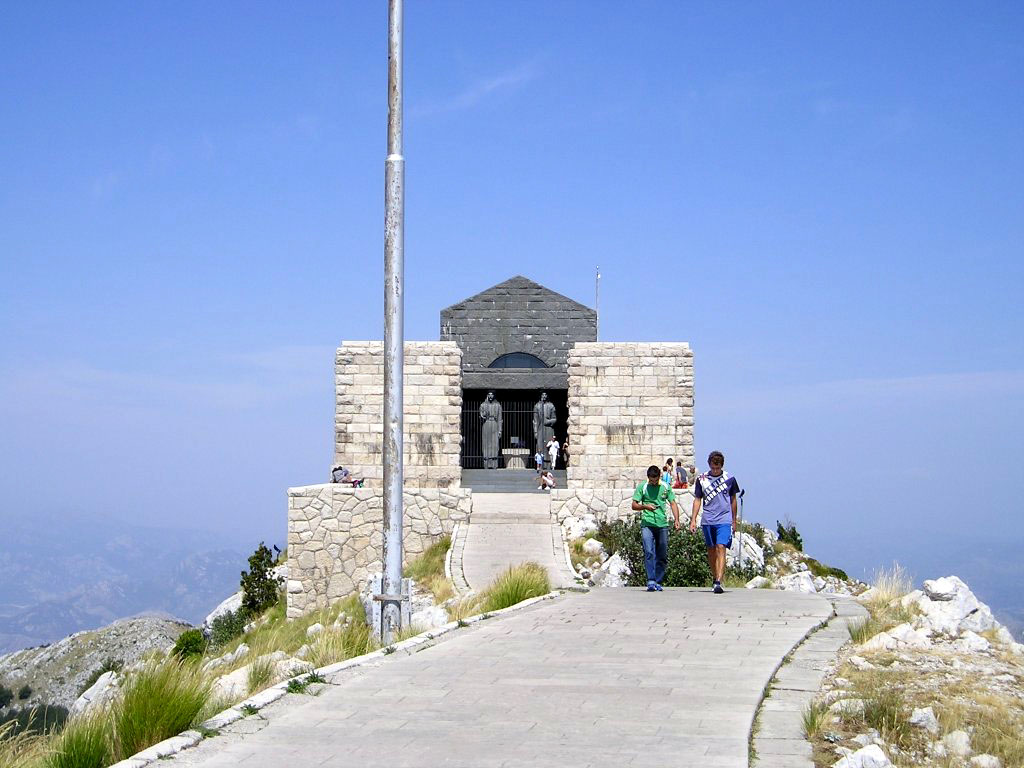
Mauzoleum na vrcholu Jezerski vrh

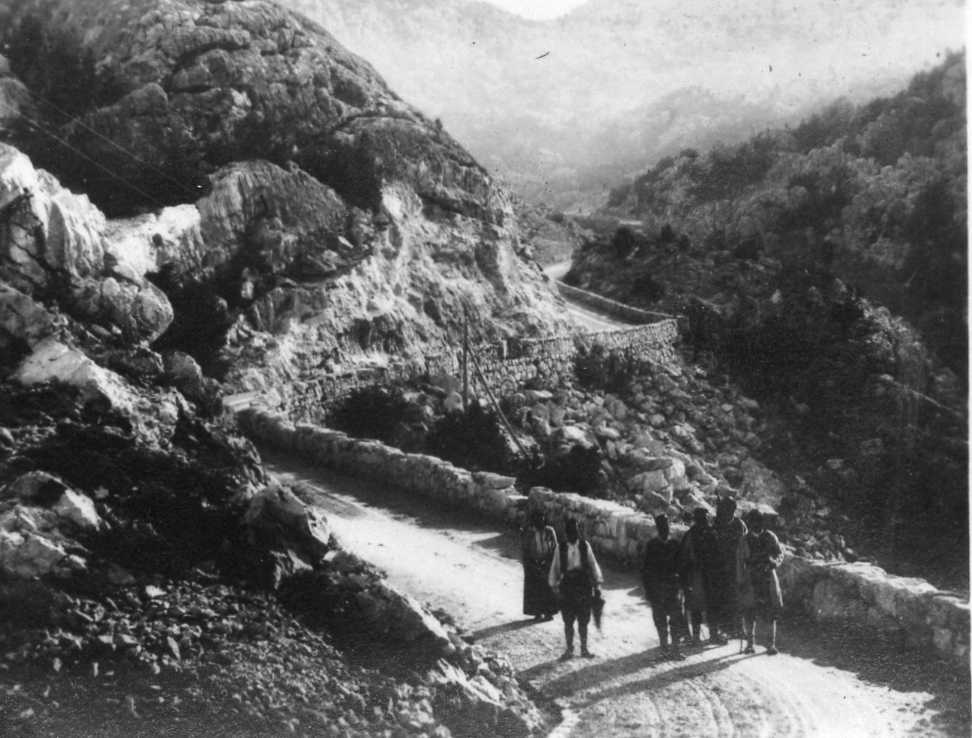
Cesta na Lovčen na snímku československé etnografky Markéty Sýkorové-Čcheidze z 30. let 20. stol.

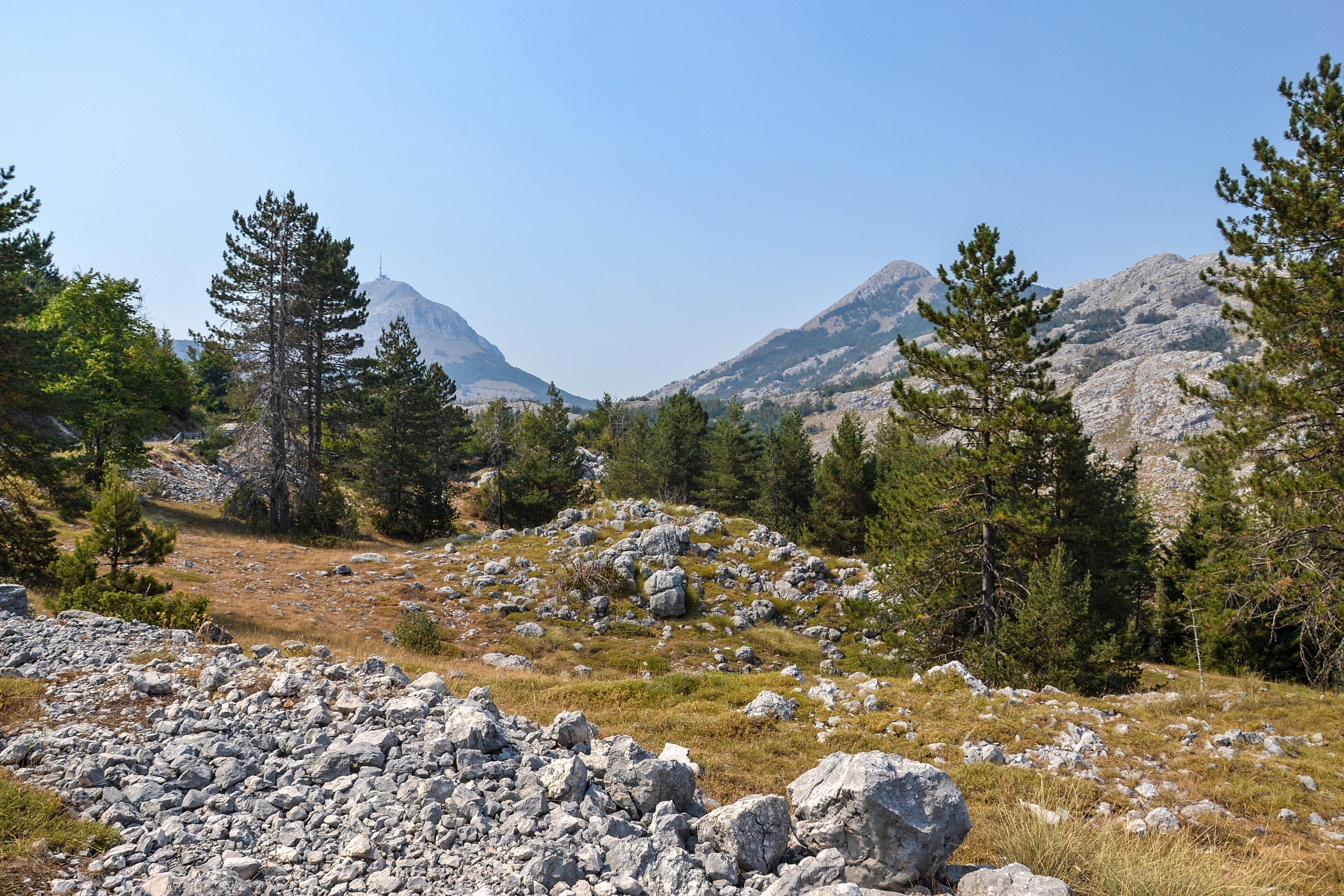
Krajina v národním parku Lovćen.

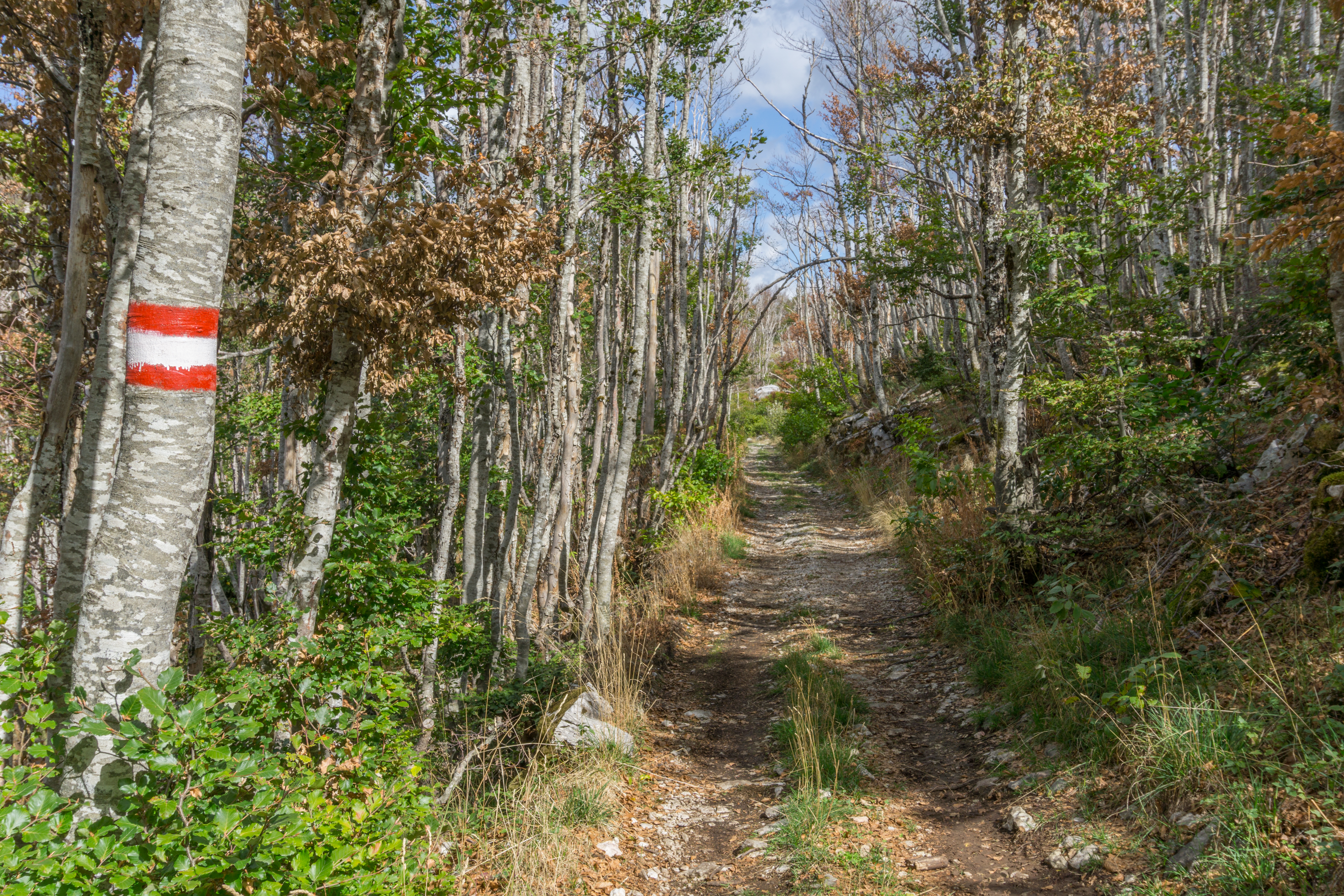
Značená trasa v národním parku Lovćen.

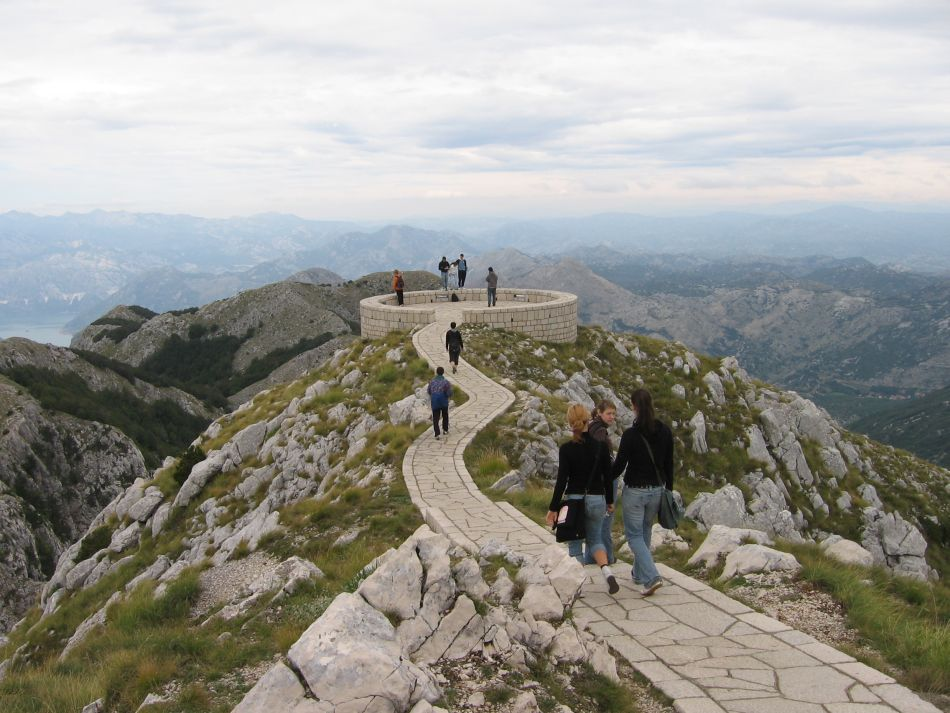
Vyhlídka na Jezerském vrchu.

Lovćen (srbsky Ловћен) je pohoří nacházející se v Černé Hoře v bezprostřední blízkosti Kotorského zálivu (Boky Kotorské) na pobřeží Jaderského moře. Jedná se o rozlohou malé, ale významné pohoří místními přezdívané Černohorský Olymp.[zdroj?] Nejvyšším vrcholem je Štirovnik (1749 m), který je z důvodu přítomnosti vojska pro turisty uzavřený. Okolí horského masivuje chráněné jako Národní park Lovćen.
V pohoří na malé ploše lze nalézt spoustu bizarních skalních vápencových útvarů, hluboké lesy a vysoko položené alpínské louky. Lovćen se považuje za onu Černou Horu podle které byla celá země pojmenována; je to velmi významné místo pro obyvatele státu. Pohoří je součástí národního parku Lovćen o rozloze 62,2 km². 
Na vrcholu Jezerski vrh, který je nejvýše turisticky dostupné místo v pohoří, se nachází mauzoleum vladyky Petra II. Petroviće Njegoše (Mauzoleum Petra II. Petroviće-Njegoše). Nachází se zde jeho veliká socha z černého mramoru a hrobka. Původně zde stála kaple, v níž měl být pochován, nicméně ta byla během rakousko-uherské okupace Černé Hory zničena a následně obnovena jako mauzoleum v roce 1970 podle návrhu Ivana Meštroviće.

## Název
Původn názvu slova Lovćen je dodnes neznámý, i přes řadu pokusů známých regionálních lingvistů a etymologů nevznikla žádná široce přijatelná teorie, jak tento název vznikl. Petar Skok předpokládal, že název pochází z protoalbánštiny, podle jiné teorie vznikl název ze slov Lovrenac nebo Laurentius a odkazuje na svatého Vavřince. V latině byla dochována podoba Laucinum.

## Poloha
Masiv se nachází v pobřežní části země, jihovýchodně od města Kotor. Je dobře viditelný od moře, především od silnice M-1 spojující města Tivat a Budva. Nápadný je prudce se zvedající svah z nadmořské výšky od 250 metrů až po 1400 metrů.
Ze západu severozápadu obklopuje masiv Kotorský záliv do kterého hory přímo spadají. Dále na východ se táhne krasová krajina, uprostřed které leží turistické centrum, město Cetinje. Jižně od Lovćenu leží město Budva u stejnojmenného zálivu (Budvanský záliv).

## Klimatické poměry
Geografická poloha Lovćenu a jeho morfologie jsou hlavním důvodem proč do pohoří zasahují jak středomořské, mírné - kontinentální klima, tak drsné horské klima. Město Kotor má průměrnou roční teplotu 15,4°C a město Budva 17 °C. V severní a východní části masivu se potom teploty pohybují od 10,5 °C (Ivanova korita) po 5,9 °C (Štirovnik). Lovćen je podobně jako sousední masiv Orjen mimořádně bohatý na spadlé srážky, které zde dosahují ročního průměru až 3500 - 4500 mm. Důvod pro tak velké množství srážek je, že Lovćen je velmi často vystavený teplým vlhkým větrům z Jaderského moře. Tyto větry se dále sráží s chladným vzduchem nad pobřežními horskými řetězci a způsobují oblačnost.

## Geologie
Pohoří je jako všechny okolní masivy tvořeno vápencem. Kolem nejvyšších vrcholů se nacházejí hluboké krasové deprese (nejhlubší v oblasti) a mnoho štěrbin, rozsedlin, propastí a dalších krasových jevů. Některé z těchto sníženin či puklin (kotliny, pánve) jsou až 200 metrů hluboké (Kuk, Bizaljevac, Vuci podvod, Veliki a Mali Bostur), zatímco jiná mohou být mělká. Jedny z těch mělčích jsou např. Ivanova Korita a Dolovi, kde se nacházejí také největší horské louky a kotliny pohoří. Nejvíce viditelné stopy po posledním glaciálu mohou být nalezeny v severních částech druhého nejvyšší vrcholu Jezerski vrh.
Díky vápencovému podloží se zde nachází značný počet jeskyní, např. Ana, Ledena jama, Velika Snježnica, Milošova jeskyně a mnohé další.

## Obyvatelstvo
Pohoří je velmi řídce osídleno. Nachází se zde několik vesnic (Velji Bostur, Kuk, Mali Bostur, Dolovi). Mimo jiné se zde nachází také sídlo Petra II. Petroviće-Njegoše (Ivanova korita) a k němu přiléhající rekreační areál.

## Historie
Předpokládá se, že se zde nacházel ledovec. Jeho pohyb a ústup formoval podobu hory. Podle nálezů se nacházel v nadmořské výšce 1259 m n. m.
Ještě před rozšířením křesťanství zde existovaly rozšířené příběhy o nadpřirozených silách, jejichž domovem byl právě Lovćen.
Lovćen sloužil po dlouhou dobu místnímu obyvatelstvu při příchodu Turků jako místo, kde se ukrývali před dobyvateli. Mnohdy byl proto označován jako Gibraltar na Jadranu. Usídlil se zde Ivan Crnojević a přesunul do této oblasti střed vznikající Černé Hory. Ve středověku zde žil rod Njegošů, který dal Černé Hoře několik historicky významných postav. Černohorský kmen Njegušů pochází právě z této lokality.
V roce 1845 nechal Petr II. Petrović-Njegoš postavit na Jezerském vrcholu kapli (rotundu), u které bylo předpokládáno, že v ní bude pochován. Sám ji navrhl a odkazovala svoji podobu na jeho předchůdce Petra I. Petroviće. Ostatky nejznámějšího černohorského panovníka sem byly přeneseny v roce 1855. Lokalitu navštívil i irský spisovatel George Bernard Shaw.
V roce 1875 se zde konalo setkání významných černohorských osobností v souvislosti s nedaleko probíhajícím hercegovským povstáním proti Turkům.
V 19. století procházela západním okrajem Lovćenu (přibližně v trase dnešní západní a jižní hranice národního parku) státní hranice mezi Černou Horou a Rakousko-Uherskem. Svahy Lovćenu patřily Rakousko-Uhersko, zatímco krasová pole již Černé Hoře. Při Kotoru se nacházela hranice nad zatáčkami silnice spojujícím město s Cetinjí. 
V lednu 1913, kdy probíhala první balkánská válka poždovalo Rakousko-Uhersko od Černé Hory předání Lovćenu jako podmínku pro souhlas obsazení Skadaru černohorským vojskem.
V září 1914 se vylodila na černohorském pobřeží dělostřelecká baterie v souvislosti s právě vypuknuvší první světovou válkou. Dělostřelectvo zaujalo pozice jižně od Lovćenu a ostřelovalo rakousko-uherské pozice. Rakušané následně děla zneškodnily palbou z námořních lodí. Zničena byla mimo jiné i kaple na vrcholu hory. Později během války probíhala ještě bitva mezi Itálií a Rakousko-Uherskem. Pád Lovćenu vedl ke kapitulaci černohorské armády ve válce. Kapitulace byla obestřena různými konspiračními teoriemi a pro černohorskou společnost představovala šok.
Rakousko-uherská vláda žádala, aby Černá Hora vrátila ostatky Petra II. Petroviće-Njegoše z vrcholu hory do Cetinje, neboť vrchol měla zabrat armáda pro strategické účely. Podle jiné teorie chtěli Rakušané postavit na vrcholu hory památník Františku Josefovi I. Po skončení války nicméně bylo původní pietní místo zničeno a probíhaly dlouhé diskuze o tom, jak by mělo být obnoveno. Černohorské úřady (v rámci Jugoslávie) chtěly obnovit původní kapli, nakonec bylo rozhodnuto o výstavbě nového mauzolea. K tomu nakonec kvůli nedostatku financí nedošlo a byla obnovena původní kaple. Tu navrhl ruský architekt Nikolaj Krasnov. Její slavnostní otevření se uskutečnilo v roce 1925 za přítomnosti tehdejšího krále Alexandra I. a jeho ženy. 
V roce 1952 zde byla vyhlášena přírodní rezervace.
Komunistické úřady Jugoslávie kapli na konci 60. let rozebraly a na jejím místě v roce 1970 postavily mauzoleum navržené Ivanem Mestrovičem. Protože však byla kaple ve vlastnictví Srbské pravoslavné církve, nabídl předseda tehdejší republikové černohorské vlády patriarchovi Germanovi přesunutí stavby z vrcholu Lovćenu. Srbská pravoslavná církev toto odmítla. Mauzoleum bylo slavnostně otevřeno v roce 1974 přivezením kostí Petra II. k opětovnému pohřbu. Proti výstavbě objektu se nicméně zvedla vlna kritiky. Pro výstavbu byl na vrcholu hory umístěn jeřáb a dopravovány byly bloky mramoru z kamenolomu v Jablanici. Uvnitř se nachází mramorový sarkofág s ostatky vladyky.
V roce 1990 byl založen výbor pro obnovu původní kaple, ta ale nakonec navrácena nebyla.
Od té doby se jedná o turisticky hojně navštěvované místo, jak mezi místními tak i zahraničními návštěvníky. 

## Fauna a flóra
Na Lovćenu se vyskytuje 1158 druhů rostlin, z nichž čtyři jsou endemitní. Přestože historicky se zde měly nacházet husté hvozdy (slovo Černá Hora pochází údajně od místních lesů), dnes je pohoří zalesněné jen minimálně. V některých rovnějších polohách se nacházejí malá políčka a louky. Roste zde značný počet léčivých rostlin, typických pro Černou Horu.

## Vrcholy
- Štirovnik (1749 m), pro veřejnost uzavřen
- Jezerní vrch (1657 m), dostupný také autem
- Babljak (1604 m)
- Trestenik (1489 m)
- Hum (1415 m)

## Doprava
Na Lovćen vede několik silnic; z Kotoru přes Škaljari, Trojici a Žanjev Do vede silnice s velkým množstvím serpentin. Dopravní spojení je zajištěno rovněž i dalšími dvěma silnicemi z Cetinje. Na samotný vrchol Jezerski vrh, který je považován za nejvýznamnější bod celého Lovćenu, vede rovněž silnice. Parkoviště je umístěno pod vrcholem, k mauzoleu vede schodiště.
V roce 2023 byla dokončena lanová dráha z Kotoru na jeden z vrcholů Lovćenu.

## Zajímavosti
Podle pohoří je pojmenován černohorský klub z města Cetinje, FK Lovćen Cetinje.
V pohoří se také nachází v nadmořské výšce 1400 m n. m. Lovćenské jezero, malé ale známé občas vysychající[zdroj?] horské jezero.
Pohoří je protkané turistickými trasami, které se sbíhají na řadě známých a navštěvovaných míst. Prochází tudy také Černohorská horská tranzverzála (srbsky).
Podle pohoří se jmenuje řada černohorských firem, např. mimo jiné Lovćen film nebo Lovćen banka.
V dobách existence socialistické republiky Černá Hora v rámci Socialistické federativní republiky Jugoslávie byl masiv Lovćenu vyobrazen na republikovém znaku.